# Kanaal Bocholt-Herentals
Het Kanaal Bocholt-Herentals is een kanaal in België dat de Zuid-Willemsvaart (te Bocholt) met het Albertkanaal (te Herentals) verbindt, over een afstand van ruim 60 kilometer. Het is een van de zeven Kempische kanalen tussen de Maas en de Schelde.
Het kanaal is ook bekend als het startpunt van Operatie Market Garden (1944), het geallieerde offensief dat de Bevrijding van Nederland inzette.

## Geschiedenis
Het Kanaal Bocholt-Herentals vormde eerst een onderdeel van de Kempische Vaart (1846). In de jaren 1930 ging het westelijke gedeelte op in het Albertkanaal of werd gedempt. Het oostelijke gedeelte bleef bestaan, werd verbreed en verdiept (1926-8) en kreeg zijn huidige benaming. Wel verloor het toen zijn rol als enige waterweg tussen de industrie rondom Luik en de haven van Antwerpen. Veel verkeer werd voortaan overgenomen door het kortere en moderne Albertkanaal.
Al sinds 1872 wordt in de zone Lommel-Mol-Dessel kwartszand gewonnen. Bij de modernisering van de jaren 1920 kwam ook spriet naar boven, een goedkope brandstof die in die tijd zeer geliefd was. Andere belangrijke industriële activiteiten komen vanwege de Umicorefabriek in Sint-Jozef-Olen en Overpelt en Belgoprocess in Dessel.
Het kanaal maakte voor het begin van de Tweede Wereldoorlog deel uit van de Grensstelling. Op 10 september 1944 kregen Britse troepen de brug van Grote-Bareel (nr. 9) ongeschonden in handen. De Wehrmacht slaagde er niet in deze Joe's Bridge te heroveren. De laatste Duitse troepen ten zuiden van het kanaal moesten zich overgeven (strijd om Hechtel). Het kanaal vormde over meerdere kilometers de frontlijn, totdat de Geallieerden enkele dagen later op verschillende plaatsen het kanaal overstaken en Operatie Market Garden van start ging.

## Galerij

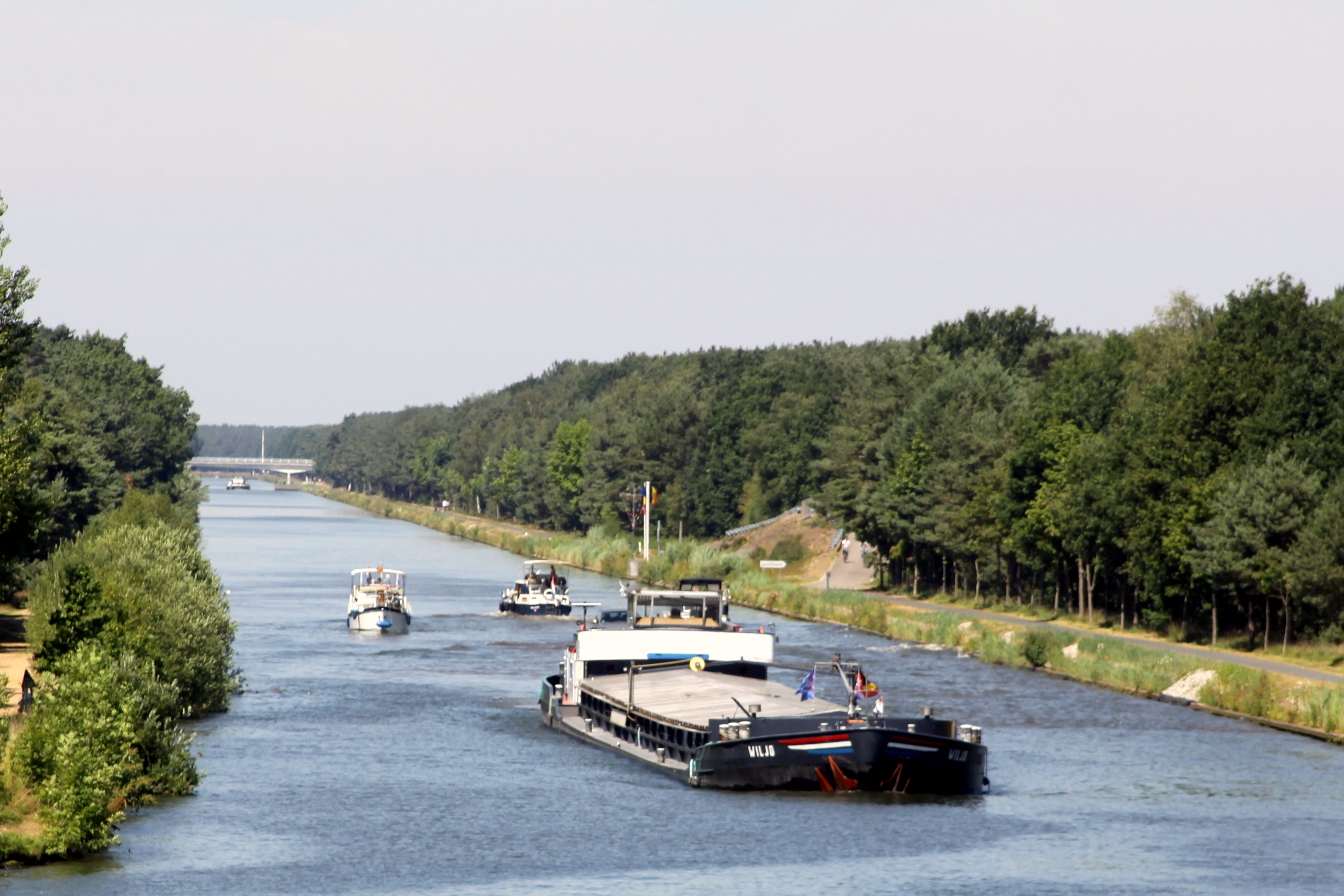
De bocht naar sluis nr. 3
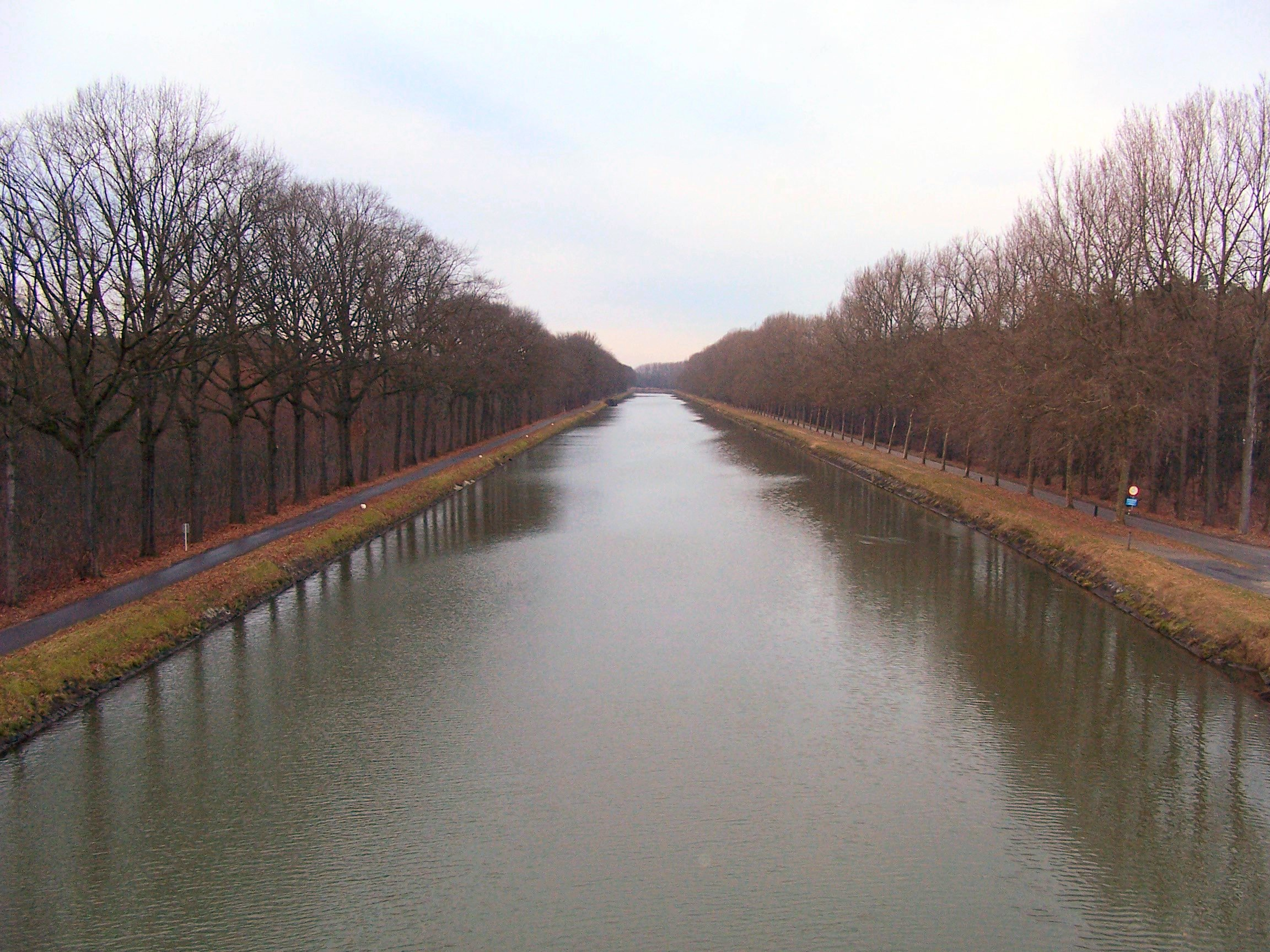
Gezicht vanaf de Kettingbrug in Kaulille
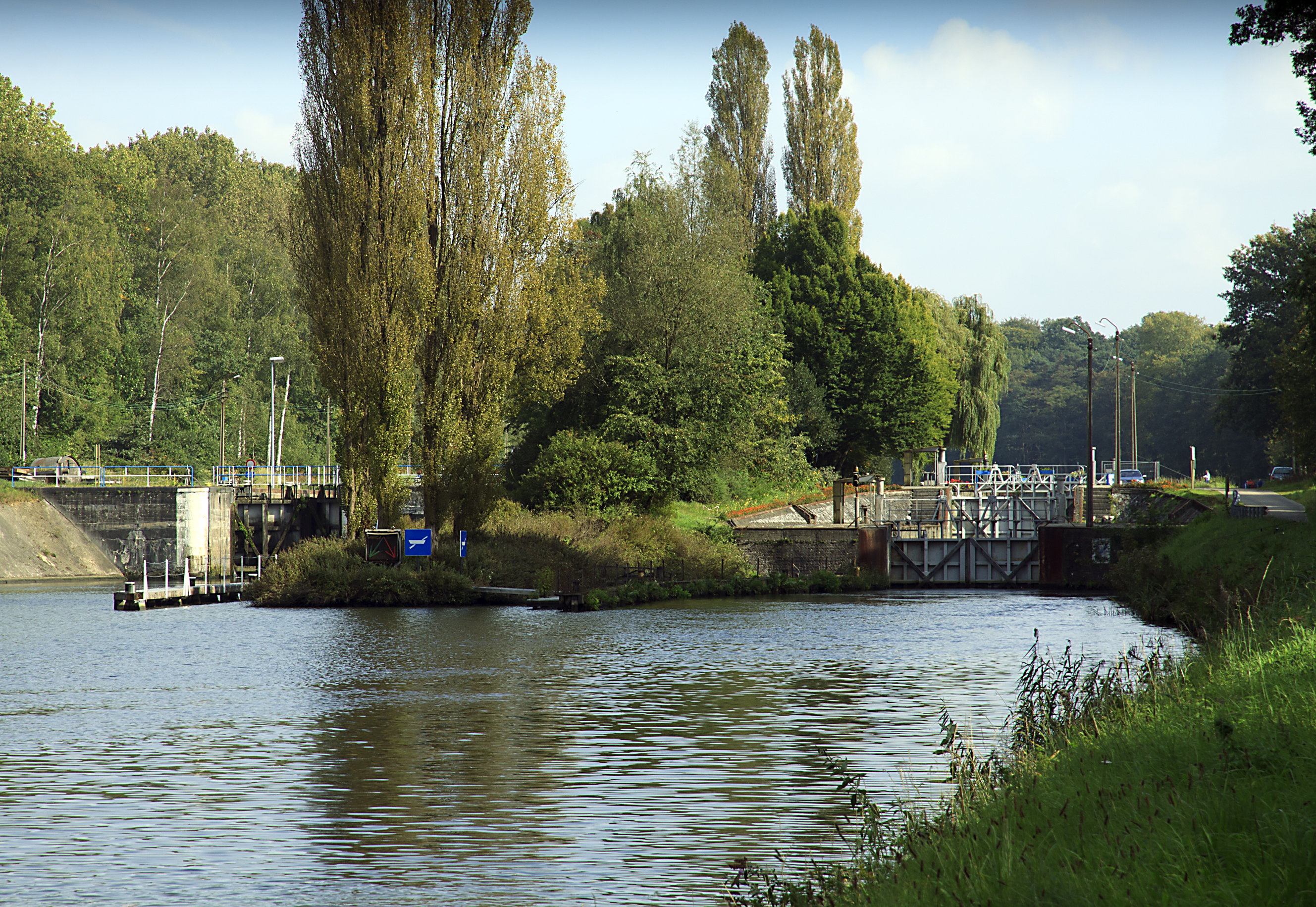
Nieuwe (links) en oude (rechts) sluizen bij Rauw
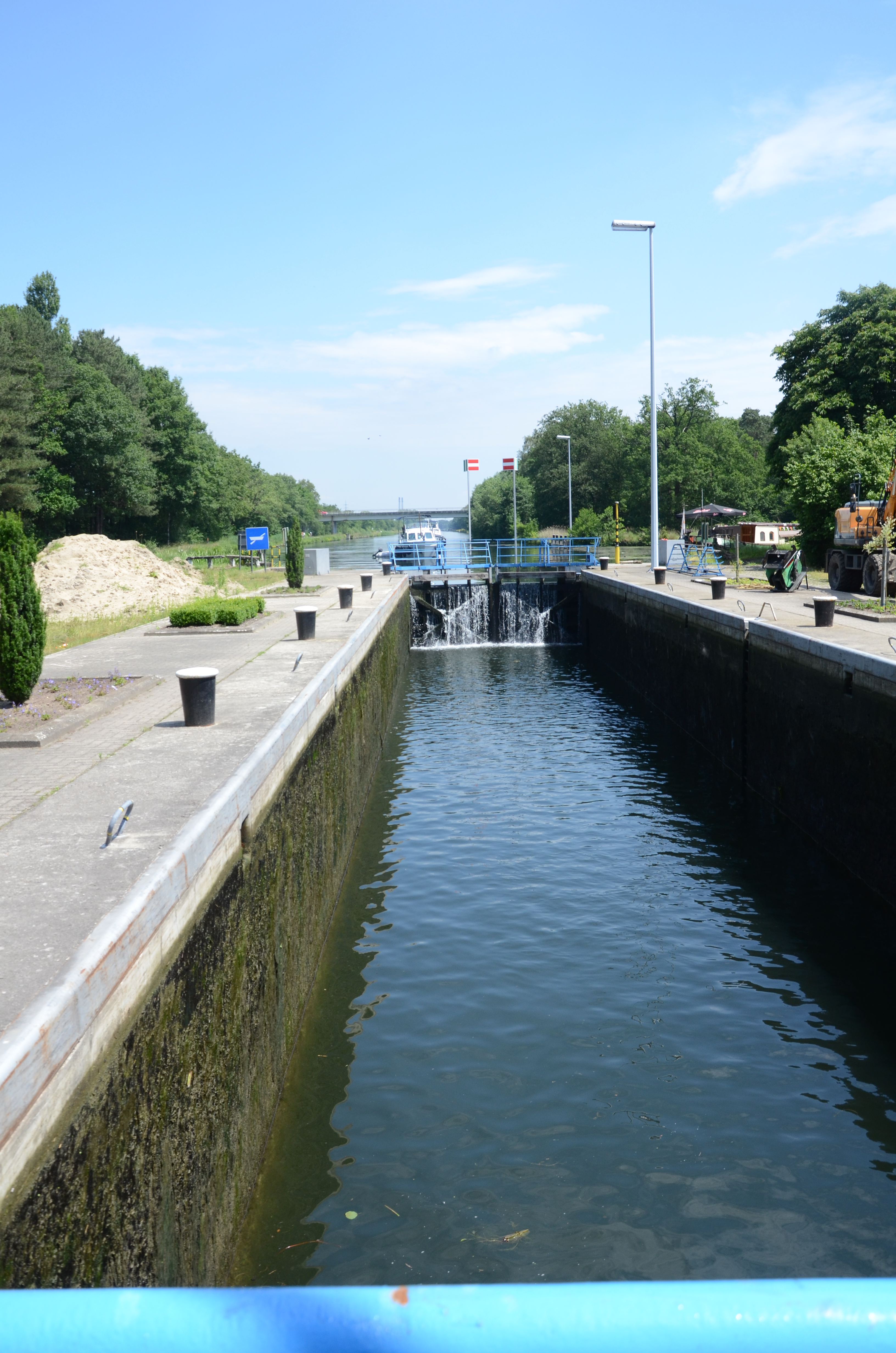
Sluis nr. 7 bij Oude-Aard
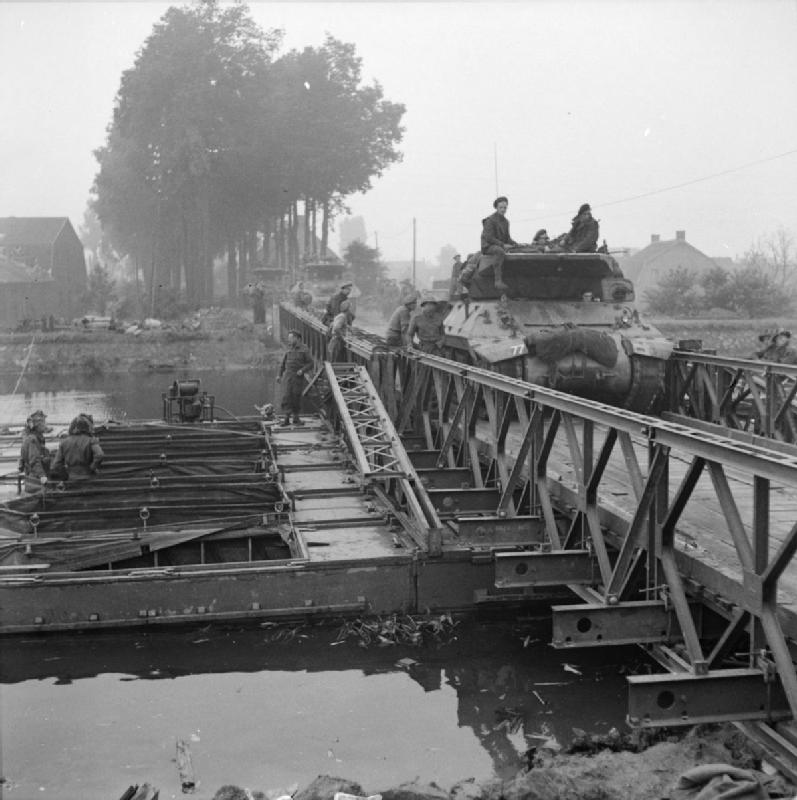
September 1944: Britse troepen steken bij Sint-Huibrechts-Lille het kanaal over

## Sluizen
Het hoogteverschil tussen Bocholt en Herentals bedraagt 33 meter en wordt overwonnen door 10 sluizencomplexen. Ze bevinden zich nog in hun oorspronkelijke staat, met uitzondering van sluis nr. 10 die uit de jaren 1930 stamt. Ten oosten van het "kanalenkruispunt van Dessel" werd, wegens de grotere hoogteverschillen, gekozen voor tweetrapsluizen (nrs. 1A, 2A en 3A). In de jaren 1920 zijn ten noorden ervan enkelvoudige sluizen gebouwd (nrs. 1N, 2N en 3N).
| Nummer | Plaats     | Lengte × breedte (m) | Verval (m) |
| ------ | ---------- | -------------------- | ---------- |
| 1N     | Blauwe Kei | 55 x 7,50            | 4,30       |
| 2N     | Rauw       | 55 x 7,50            | 4,30       |
| 3N     | Rauw       | 55 x 7,50            | 4,31       |
| 4      | Witgoor    | 50 x 7               | 1,91       |
| 5      | Witgoor    | 50 x 7               | 2,13       |
| 6      | Millegem   | 50 x 7               | 1,93       |
| 7      | Oude-Aard  | 50 x 7               | 2,49       |
| 8      | Ten Aard   | 50 x 7               | 2,03       |
| 9      | Larum      | 50 x 7               | 1,99       |
| 10     | Herentals  | 55 x 7,50            | 7,51       |

## Verbinding met andere kanalen
Het kanaal sluit aan op het Albertkanaal en de Zuid-Willemsvaart. Verder staat het in verbinding met drie andere Kempische kanalen:
- het kanaal Dessel-Turnhout-Schoten te Dessel
- het kanaal Dessel-Kwaadmechelen  te Dessel
- het Kanaal naar Beverlo te Lommel

## Recreatie
Het kanaal Bocholt-Herentals krijgt meer een recreatieve rol door het stijgende aantal plezierboten op de binnenvaart in België en Nederland. O.a. Herentals, Geel, Ten Aard, Lommel-Kolonie en Neerpelt kregen plezierhavens voor watertoerisme. De nieuwe jachthaven aan de "Molse Meren" is via het kanaal Dessel-Kwaadmechelen eveneens toegankelijk. Het kanaal wordt op diverse plaatsen gebruikt door plaatselijke kano- en kajakclubs. Het jaagpad langs het kanaal vormt de ruggengraat van het fietsnetwerk door de Kempen.